# (1567) Alikoski
(1567) Alikoski es un asteroide perteneciente al cinturón exterior de asteroides descubierto por Yrjö Väisälä desde el observatorio de Iso-Heikkilä, Finlandia, el 22 de abril de 1941.

## Designación y nombre
Alikoski fue designado inicialmente como 1941 HN.
Más adelante se nombró en honor del astrónomo finés Heikki A. Alikoski (1912-1997), descubridor de varios asteroids.

## Características orbitales
Alikoski orbita a una distancia media del Sol de 3,213 ua, pudiendo alejarse hasta 3,486 ua. Su inclinación orbital es 17,27° y la excentricidad 0,08481. Emplea en completar una órbita alrededor del Sol 2104 días.